# Comuna Zavii, Kaluș
Zavii (în ucraineană Завій) este o comună în raionul Kaluș, regiunea Ivano-Frankivsk, Ucraina, formată din satele Hrabivka și Zavii (reședința).

## Demografie
Componența lingvistică a comunei Zavii
     Ucraineană (99,84%)
     Alte limbi (0,16%)
Conform recensământului din 2001, majoritatea populației comunei Zavii era vorbitoare de ucraineană (99,84%), existând în minoritate și vorbitori de alte limbi.